# Christian Kauder
Christian Kauder (2. května 1817 Ettelbrück – 14. září 1877) byl lucemburský kněz, redemptorista a misionář v Severní Americe.
Ještě v Evropě byl 24. srpna 1840 ordinován a vstoupil do řádu redemptoristů, v roce 1845 odešel na misie do Severní Ameriky. Působil v Baltimoru, Ohiu, New Orleansu a Filadelfii. Po zhoršení zdravotního stavu se roku 1852 uchýlil do trapistického kláštera v Tracadii (poblíž města Pomquet) v kanadském Novém Skotsku. Tam mu na starost připadlo okolo 1000 rodin Mikmaků na zhruba 2000 čtverečních mílích. V roce 1871 odešel na odpočinek zpět do Lucemburska.

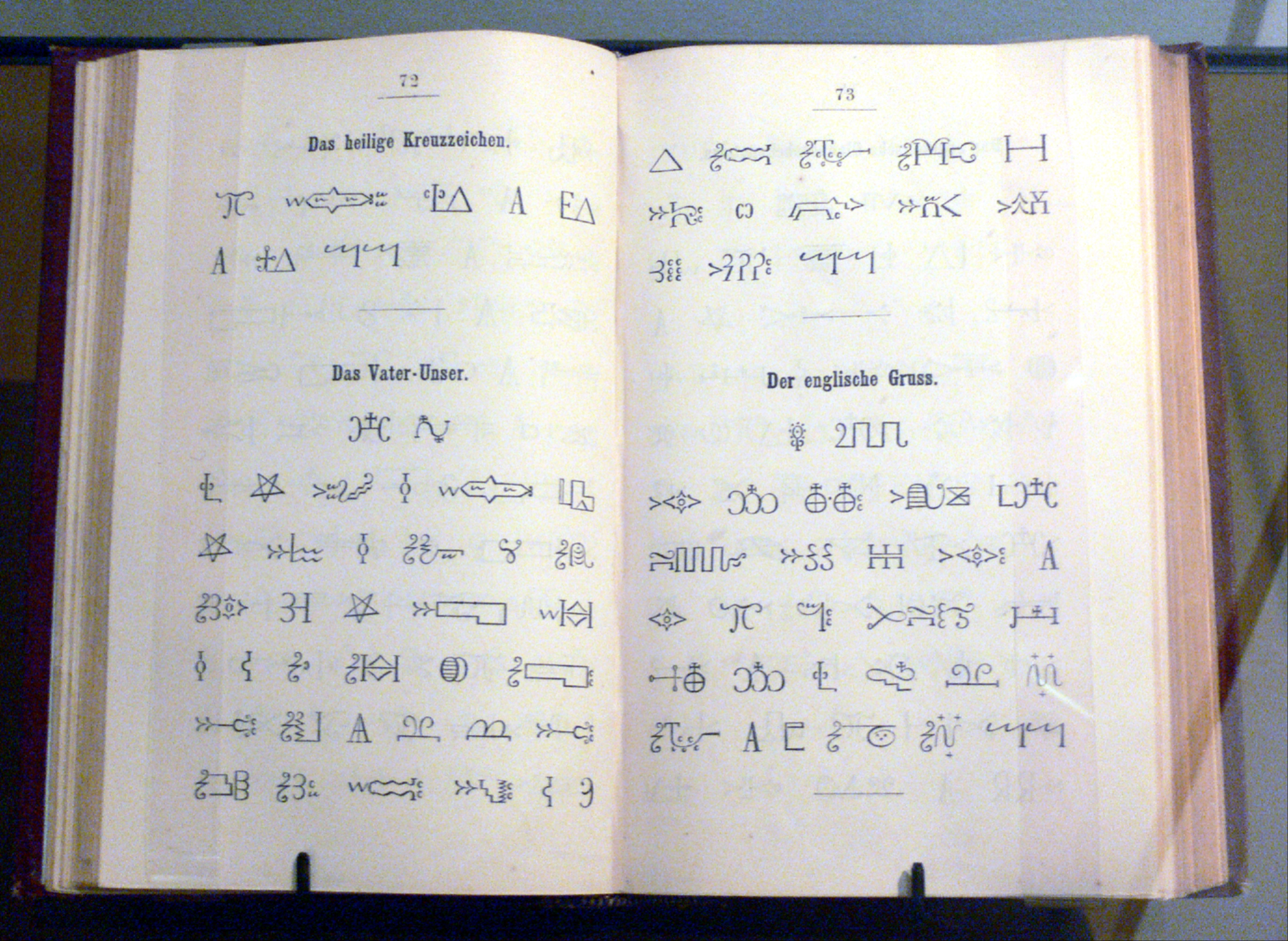
Otčenáš a Zdrávas Maria vysázený mikmackými hieroglyfy (s německými nadpisy) v Kauderově katechismu

Ačkoliv se jazykem Mikmaků nejspíše nikdy nenaučil plynně hovořit, zajímal se o něj, napsal gramatiku (dochovaná v rukopise) a připravil katechismus tištěný mikmackými hieroglyfy – typograficky náročný projekt realizovala c. k. knihtiskárna ve Vídni a roku 1866 byla kniha vytištěna.